# Heinz Seifert
Heinz Seifert (* 7. Januar 1917; † ) war ein deutscher Fußballtrainer. Zwischen 1962 und 1972 trainierte er Einheit Dresden und Vorwärts Stralsund in der DDR-Oberliga, der höchsten Spielklasse im DDR-Fußball.

## Sportliche Laufbahn
Der SC Einheit Dresden schwebte in der Fußballsaison 1961/62, die wegen der Umstellung von der Kalenderjahrsaison auf den Sommer-Frühjahr-Spielrhythmus unter anderem in der DDR-Oberliga mit 39 Spieltagen ausgetragen wurde, seit dem 16. Spieltag in akuter Abstiegsgefahr. Als sich die Lage nicht besserte, wurde nach dem 20. Spieltag der Trainer Gottfried Eisler entlassen und an seine Stelle der bisher Oberliga-unerfahrene Heinz Seifert berufen. Er hatte insbesondere mit dem Ausfall mehrerer Stammspieler zu kämpfen, und auch die Konzentration auf einen festen Spielerstamm von zwölf Spielern konnte nicht verhindern, dass der SC Einheit am Ende der Saison aus der Oberliga absteigen musste. In der zweitklassigen DDR-Liga versuchte Seifert 1962/63 vergeblich, den Sportclub wieder in die Oberliga zurückzuführen, der lediglich den dritten Platz erreichte. Daraufhin wurde er nach dem Saisonende entlassen und durch Felix Vogel ersetzt.
Erst zur Saison 1967/66 tauchte Seifert wieder im DDR-weiten Fußballspielbetrieb auf. Bei der Polizeisportgemeinschaft Dynamo Schwerin, die in der DDR-Liga spielte, löste er den bisherigen Trainer Hans-Georg Westendorf ab, mit dem die Volkspolizisten in der Vorsaison unter sechzehn Mannschaften den neunten Platz erreicht hatten. Unter Heinz Seifert verbesserten sich die Schweriner 1966/67 zunächst auf Rang fünf, fielen aber in den folgenden zwei Spielzeiten auf die Plätze elf und vierzehn zurück. Kurz vor Ende der Spielzeit 1969/70 wurde Seifert durch den neuen Trainer Horst Schulz ersetzt.
1971 war die Armeesportgemeinschaft Vorwärts Stralsund unter Trainer Hans Säckel überraschend in die Oberliga aufgestiegen. Als die ASG nach dem 15. Spieltag zum vierten Mal am Tabellenende lag, wurde Heinz Seifert als neuer Trainer eingesetzt. Ihm gelang es jedoch nicht, in den restlichen elf Spieltagen die Mannschaft der DDR-Volksmarine vor dem Abstieg zu bewahren. Nachdem er zur Saison 1972/73 vom ehemaligen Stralsunder Spieler Erhard Schmidt als Trainer abgelöst worden war, erschien Heinz Seifert danach nicht mehr im höherklassigen Fußball.